# Fabio Oka
Fabio Oka (sinh ngày 22 tháng 5 năm 1991) là một cầu thủ bóng đá người Brasil.

## Sự nghiệp câu lạc bộ
Fabio Oka đã từng chơi cho Fagiano Okayama.